# Ngọk Wang
Ngọk Wang là một xã thuộc huyện Đăk Hà, tỉnh Kon Tum, Việt Nam.
Xã Ngọk Wang có diện tích 72,45 km², dân số năm 2019 là 5.161 người, mật độ dân số đạt 71 người/km².